# Haliclona
Genre
Synonymes
- Pellinula Czerniavsky, 1880
- Protoschmidtia Czerniavsky, 1880
- Tedaniella Czerniavsky, 1880

Haliclona  est un genre d'éponges de la famille Chalinidae, au sein de l'ordre Haplosclerida. Ce taxon comportant plusieurs centaines d'espèces est divisé en plusieurs sous-genres. Ces éponges sont notamment présentes dans le bassin Indo-Pacifique.

## Liste des sous-genres
Selon World Register of Marine Species (5 mai 2016) :
- sous-genre Haliclona (Gellius) Gray, 1867
- sous-genre Haliclona (Halichoclona) de Laubenfels, 1932
- sous-genre Haliclona (Haliclona) Grant, 1836
- sous-genre Haliclona (Reniera) Schmidt, 1862
- sous-genre Haliclona (Rhizoniera) Griessinger, 1971
- sous-genre Haliclona (Soestella) De Weerdt, 2000

## Liste d'espèces
Selon World Register of Marine Species (5 mai 2016) :
- Haliclona abbreviata (Topsent, 1918)
- Haliclona acoroides Kelly-Borges & Bergquist, 1988
- Haliclona agglutinata Desqueyroux-Faúndez, 1990
- Haliclona alba (Schmidt, 1862)
- Haliclona albifragilis (Hechtel, 1965)
- Haliclona algicola (Thiele, 1905)
- Haliclona altera (Topsent, 1901)
- Haliclona alusiana (Lévi, 1969)
- Haliclona amboinensis (Lévi, 1961)
- Haliclona ambrosia (Dickinson, 1945)
- Haliclona amphioxa (de Laubenfels, 1950)
- Haliclona anatarius (Lévi & Lévi, 1983)
- Haliclona anceps (Thiele, 1905)
- Haliclona angulata (Bowerbank, 1866)
- Haliclona anonyma (Stephens, 1915)
- Haliclona aperta (Sarà, 1960)
- Haliclona aquaeductus (Schmidt, 1862)
- Haliclona arctica (Fristedt, 1887)
- Haliclona arctica Hentschel, 1916
- Haliclona arenata (Griessinger, 1971)
- Haliclona arenosa (Carter, 1882)
- Haliclona arnesenae (Arndt, 1927)
- Haliclona atra (Pulitzer-Finali, 1993)
- Haliclona auletta (Thiele, 1905)
- Haliclona australis (Lendenfeld, 1888)
- Haliclona baeri (Wilson, 1925)
- Haliclona bawiana (Lendenfeld, 1897)
- Haliclona bifacialis Sarà, 1978
- Haliclona bilamellata Burton, 1932
- Haliclona binaria (Topsent, 1927)
- Haliclona bioxeata Boury-Esnault, Pansini & Uriz, 1994
- Haliclona borzatii (Sarà, 1978)
- Haliclona boutschinskii (Kudelin, 1910)
- Haliclona brassica Sandes, Bispo & Pinheiro, 2014
- Haliclona broendstedi Bergquist & Warne, 1980
- Haliclona bubastes (Row, 1911)
- Haliclona bucina Tanita & Hoshino, 1989
- Haliclona bulbifera (Swartschewsky, 1906)
- Haliclona caduca Hajdu, Desqueyroux-Faúndez, Carvalho, Lôbo-Hajdu & Willenz, 2013
- Haliclona caerulea (Hechtel, 1965)
- Haliclona calamus (Lundbeck, 1902)
- Haliclona calcinea (Burton, 1954)
- Haliclona caminata (Bergquist & Warne, 1980)
- Haliclona canaliculata Hartman, 1958
- Haliclona cancellata (Carter, 1887)
- Haliclona carduus (Ridley & Dendy, 1886)
- Haliclona carteri Burton, 1959
- Haliclona catarinensis Mothes & Lerner, 1994
- Haliclona cavernosa (Pulitzer-Finali, 1993)
- Haliclona cellaria (Rao, 1941)
- Haliclona centrangulata (Sollas, 1902)
- Haliclona ceratina (Ridley, 1884)
- Haliclona cerebrum (Burton, 1928)
- Haliclona cervicornis (Pallas, 1766)
- Haliclona chilensis (Thiele, 1905)
- Haliclona chlorilla Bispo, Correia & Hajdu, 2016
- Haliclona cinerea (Grant, 1826)
- Haliclona ciocalyptoides Burton, 1933
- Haliclona cioniformis (Lévi, 1956)
- Haliclona citrina (Topsent, 1892)
- Haliclona clara Cuartas, 1992
- Haliclona clathrata (Dendy, 1895)
- Haliclona coerulescens (Topsent, 1918)
- Haliclona columbae (Walker, 1808)
- Haliclona conica (Thiele, 1905)
- Haliclona constans (Boury-Esnault & van Beveren, 1982)
- Haliclona coreana Kim & Sim, 2004
- Haliclona corticata (Lendenfeld, 1887)
- Haliclona cratera (Schmidt, 1862)
- Haliclona cribrata (Pulitzer-Finali, 1983)
- Haliclona cribricutis (Dendy, 1922)
- Haliclona cribriformis (Ridley, 1884)
- Haliclona cribrosa (Czerniavsky, 1880)
- Haliclona crowtheri Goodwin, Brewin & Brickle, 2012
- Haliclona cucurbitiformis (Kirkpatrick, 1907)
- Haliclona curacaoensis (van Soest, 1980)
- Haliclona curiosa (Swartschewsky, 1905)
- Haliclona cylindrica (Tanita, 1961)
- Haliclona cylindrica (Topsent, 1913)
- Haliclona cylindrigera (Czerniavsky, 1880)
- Haliclona cymaeformis (Esper, 1794)
- Haliclona daepoensis (Sim & Lee, 1997)
- Haliclona dancoi (Topsent, 1913)
- Haliclona debilis Pulitzer-Finali, 1993
- Haliclona decidua (Topsent, 1906)
- Haliclona delicata (Sarà, 1978)
- Haliclona delicatula (Ali, 1956)
- Haliclona dendrilla (Lendenfeld, 1887)
- Haliclona densa (Carter, 1887)
- Haliclona densa (Lendenfeld, 1887)
- Haliclona densaspicula Hoshino, 1981
- Haliclona depellens (Topsent, 1908)
- Haliclona depressa (Topsent, 1893)
- Haliclona digitata (Baer, 1906)
- Haliclona digitata (Koltun, 1958)
- Haliclona digitata (Lendenfeld, 1887)
- Haliclona digitata Tanita & Hoshino, 1989
- Haliclona digitata sensu (Carter, 1882)
- Haliclona divulgata Koltun, 1964
- Haliclona djeedara Fromont & Abdo, 2014
- Haliclona domingoi (Sarà, 1978)
- Haliclona dubia (Babic, 1922)
- Haliclona dura Sandes, Bispo & Pinheiro, 2014
- Haliclona durdong Fromont & Abdo, 2014
- Haliclona elegans (Lendenfeld, 1887)
- Haliclona elegantia (Bowerbank, 1875)
- Haliclona ellipsis Hoshino, 1981
- Haliclona enamela de Laubenfels, 1930
- Haliclona enormismacula Hoshino, 1981
- Haliclona epiphytica Zea & de Weerdt, 1999
- Haliclona eterospiculata (Sarà, 1978)
- Haliclona fascigera (Hentschel, 1912)
- Haliclona fibrosa (Carter, 1887)
- Haliclona fibulata (Schmidt, 1862)
- Haliclona fibulifera (Carter, 1880)
- Haliclona filholi (Topsent, 1890)
- Haliclona fimbriata Bertolino, Bo, Canese, Bavestrello & Pansini, 2015
- Haliclona finitima (Whitelegge, 1901)
- Haliclona firma (Swartschewsky, 1906)
- Haliclona fistulosa (Bowerbank, 1866)
- Haliclona fistulosa (Pulitzer-Finali, 1993)
- Haliclona flabelliformis (Ridley & Dendy, 1886)
- Haliclona flabellodigitata Burton, 1934
- Haliclona flaccida (Topsent, 1908)
- Haliclona flagellifera (Ridley & Dendy, 1886)
- Haliclona flava (Nardo, 1847)
- Haliclona flavescens (Topsent, 1893)
- Haliclona foliacea (Miklucho-Maclay, 1870)
- Haliclona folium (Lundbeck, 1902)
- Haliclona folium (Schmidt, 1870)
- Haliclona foraminosa (Czerniavsky, 1880)
- Haliclona foraminosa (Thiele, 1905)
- Haliclona foraminosa (Topsent, 1904)
- Haliclona forcellata (Nardo, 1847)
- Haliclona forcipata (Thiele, 1903)
- Haliclona fortior (Schmidt, 1870)
- Haliclona fragilis (Bergquist & Warne, 1980)
- Haliclona fragilis (Vacelet, Vasseur & Lévi, 1976)
- Haliclona fragilis Bergquist & Warne, 1980
- Haliclona friabilis (Lévi, 1956)
- Haliclona frondosa Hoshino, 1981
- Haliclona fryetti (Dendy, 1895)
- Haliclona fugidia Muricy, Esteves, Monteiro, Rodrigues & Albano, 2015
- Haliclona fulva (Topsent, 1893)
- Haliclona gellindra (de Laubenfels, 1932)
- Haliclona gemina Sarà, 1978
- Haliclona glaberrima (Topsent, 1897)
- Haliclona glabra Bergquist, 1961
- Haliclona glacialis (Hentschel, 1916)
- Haliclona glacialis (Ridley & Dendy, 1886)
- Haliclona globosa (Lendenfeld, 1887)
- Haliclona gracilis (Miklucho-Maclay, 1870)
- Haliclona griessingeri van Lent & De Weerdt, 1987
- Haliclona groenlandica (Fristedt, 1887)
- Haliclona grossa (Schmidt, 1864)
- Haliclona hebes (Schmidt, 1870)
- Haliclona hirsuta (Swartschewsky, 1906)
- Haliclona hispidula (Topsent, 1897)
- Haliclona hongdoensis Kang & Sim, 2007
- Haliclona hornelli (Dendy, 1916)
- Haliclona hyalina (Schmidt, 1873)
- Haliclona hydroida Tanita & Hoshino, 1989
- Haliclona ignobilis (Thiele, 1905)
- Haliclona implexa (Schmidt, 1868)
- Haliclona implexiformis (Hechtel, 1965)
- Haliclona incrustans (Hentschel, 1912)
- Haliclona indistincta (Bowerbank, 1866)
- Haliclona inepta (Thiele, 1905)
- Haliclona inflata (Schmidt, 1868)
- Haliclona informis (Schmidt, 1868)
- Haliclona infundibularis (Ridley & Dendy, 1887)
- Haliclona infundibuliformis (Miklucho-Maclay, 1870)
- Haliclona innominata (Kirkpatrick, 1900)
- Haliclona intermedia (Brøndsted, 1924)
- Haliclona irregularis (Brøndsted, 1924)
- Haliclona irregularis (Czerniavsky, 1880)
- Haliclona irregularis (Kieschnick, 1896)
- Haliclona irregularis (Kirkpatrick, 1900)
- Haliclona isodictyalis Bergquist, 1961
- Haliclona jorii (Uriz, 1984)
- Haliclona kaikoura Bergquist & Warne, 1980
- Haliclona korema de Laubenfels, 1954
- Haliclona koremella de Laubenfels, 1954
- Haliclona labyrinthica sensu Burton, 1956
- Haliclona lacazei (Topsent, 1893)
- Haliclona laevis (Griessinger, 1971)
- Haliclona laevis (Ridley & Dendy, 1886)
- Haliclona latens (Topsent, 1892)
- Haliclona latisigmae (Boury-Esnault & van Beveren, 1982)
- Haliclona laurentina (Lambe, 1900)
- Haliclona laxa (Lendenfeld, 1887)
- Haliclona laxa (Topsent, 1892)
- Haliclona lehnerti de Weerdt, 2000
- Haliclona lentus Hoshino, 1981
- Haliclona lernerae Campos, Mothes, Eckert & van Soest, 2005
- Haliclona liber (Hoshino, 1981)
- Haliclona ligniformis (Dendy, 1922)
- Haliclona lilaceus Mothes & Lerner, 1994
- Haliclona lobosa (Lendenfeld, 1888)
- Haliclona luciensis de Weerdt, 2000
- Haliclona lutea (Lendenfeld, 1887)
- Haliclona macropora (Thiele, 1905)
- Haliclona macrorhaphis (Lendenfeld, 1887)
- Haliclona madagascarensis Vacelet, Vasseur & Lévi, 1976
- Haliclona madrepora (Dendy, 1889)
- Haliclona magna (Vacelet, 1969)
- Haliclona magnifica de Weerdt, Rützler & Smith, 1991
- Haliclona mamillata (Griessinger, 1971)
- Haliclona mammillaris Mothes & Lerner, 1994
- Haliclona manglaris Alcolado, 1984
- Haliclona marismedi (Pulitzer-Finali, 1978)
- Haliclona maxima Bergquist & Warne, 1980
- Haliclona mediterranea Griessinger, 1971
- Haliclona megasclera Lehnert & van Soest, 1996
- Haliclona megastoma Burton, 1928
- Haliclona melana Muricy & Ribeiro, 1999
- Haliclona membranacea (Schmidt, 1868)
- Haliclona merejkowskii (Swartschewsky, 1906)
- Haliclona microsigma (Babic, 1922)
- Haliclona microtoxa (Lundbeck, 1902)
- Haliclona microxea (Li, 1986)
- Haliclona microxifera (Topsent, 1925)
- Haliclona minima (Lendenfeld, 1887)
- Haliclona mokuoloea (de Laubenfels, 1950)
- Haliclona mollicula (Lundbeck, 1902)
- Haliclona mollis (Baer, 1906)
- Haliclona mollis (Lambe, 1893)
- Haliclona mollis (Schmidt, 1870)
- Haliclona mucifibrosa de Weerdt, Rützler & Smith, 1991
- Haliclona mucosa (Griessinger, 1971)
- Haliclona muricata (Ridley, 1884)
- Haliclona neens (Topsent, 1918)
- Haliclona negro (Tanita, 1965)
- Haliclona nigra (Burton, 1929)
- Haliclona nigricans (Czerniavsky, 1880)
- Haliclona nishimurai Tanita, 1977
- Haliclona nitens Desqueyroux-Faúndez, 1990
- Haliclona nodosa (Thiele, 1905)
- Haliclona nodosa Lévi, 1993
- Haliclona oculata (Linnaeus, 1759)
- Haliclona odessana (Kudelin, 1910)
- Haliclona offerospicula Hoshino, 1981
- Haliclona olivacea Fromont, 1995
- Haliclona omissa (Griessinger, 1971)
- Haliclona onomichiensis Hoshino, 1981
- Haliclona osiris (de Laubenfels, 1954)
- Haliclona pacifica Hooper in Hooper & Wiedenmayer, 1994
- Haliclona palmata (sensu Lieberkühn, 1859)
- Haliclona palmonensis Carballo & Garcia-Gomez, 1995
- Haliclona panis (Lendenfeld, 1888)
- Haliclona papillifera (Swartschewsky, 1906)
- Haliclona parietalioides (Bergquist, 1961)
- Haliclona parietalis (Topsent, 1893)
- Haliclona pedicelata (Cuartas, 1986)
- Haliclona pedunculata (Boury-Esnault, Pansini & Uriz, 1994)
- Haliclona pedunculata (Lévi, 1993)
- Haliclona pedunculata (Ridley & Dendy, 1886)
- Haliclona peixinhoae Bispo, Correia & Hajdu, 2016
- Haliclona penicillata (Topsent, 1908)
- Haliclona perforata (Pulitzer-Finali, 1986)
- Haliclona perforata (Wilson, 1904)
- Haliclona perlucida (Griessinger, 1971)
- Haliclona permollisimilis Hoshino, 1981
- Haliclona petrocalyx (Dendy, 1924)
- Haliclona petrosioides Burton, 1932
- Haliclona phillipensis (Dendy, 1895)
- Haliclona phlox (de Laubenfels, 1954)
- Haliclona pigmentifera (Dendy, 1905)
- Haliclona piscaderaensis (van Soest, 1980)
- Haliclona pocilliformis (Griessinger, 1971)
- Haliclona poecillastroides (Vacelet, 1969)
- Haliclona polychotoma (Carter, 1885)
- Haliclona polypoides (Vacelet, Vasseur & Lévi, 1976)
- Haliclona pons (Schmidt, 1870)
- Haliclona pontica (Czerniavsky, 1880)
- Haliclona porosa (Duchassaing & Michelotti, 1864)
- Haliclona portroyalensis Jackson, de Weerdt & Webber, 2006
- Haliclona primitiva (Lundbeck, 1902)
- Haliclona proletaria (Topsent, 1908)
- Haliclona proxima (Lundbeck, 1902)
- Haliclona pulcherrima (Brøndsted, 1924)
- Haliclona pulchra (Swartschewsky, 1906)
- Haliclona pulvinar (Topsent, 1897)
- Haliclona punctata Bergquist & Warne, 1980
- Haliclona punctata Hoshino, 1981
- Haliclona ramosa (Lendenfeld, 1887)
- Haliclona ramosamassa Hoshino, 1981
- Haliclona ramusculoides (Topsent, 1893)
- Haliclona rapanui (Desqueyroux-Faúndez, 1990)
- Haliclona raphidiophora (Lendenfeld, 1888)
- Haliclona rava (Stephens, 1912)
- Haliclona rectangularis (Ridley & Dendy, 1886)
- Haliclona regia (Brøndsted, 1924)
- Haliclona reptans (Griessinger, 1971)
- Haliclona reptans (Whitelegge, 1906)
- Haliclona reticulata (Lendenfeld, 1887)
- Haliclona reversa (Kirk, 1911)
- Haliclona rhaphidiophora (Brøndsted, 1933)
- Haliclona rhizophora (Vacelet, 1969)
- Haliclona ridleyi (Hentschel, 1912)
- Haliclona robustaspicula Hoshino, 1981
- Haliclona rosea (Bowerbank, 1866)
- Haliclona rossica (Hentschel, 1929)
- Haliclona rotographura (Laubenfels, 1954)
- Haliclona rubra (Lendenfeld, 1887)
- Haliclona rudis (Topsent, 1901)
- Haliclona ruetzleri de Weerdt, 2000
- Haliclona rufescens (Lambe, 1893)
- Haliclona rugosa (Thiele, 1905)
- Haliclona sabulosa Bergquist & Warne, 1980
- Haliclona saldanhae (Stephens, 1915)
- Haliclona sanguinea Fromont, 1995
- Haliclona sarai (Pulitzer-Finali, 1969)
- Haliclona sasajimensis Hoshino, 1981
- Haliclona sataensis Hoshino, 1981
- Haliclona scabritia Tanita & Hoshino, 1989
- Haliclona schmidtii (Czerniavsky, 1880)
- Haliclona scotti (Kirkpatrick, 1907)
- Haliclona scyphonoides (Ridley, 1884)
- Haliclona semifibrosa (Dendy, 1916)
- Haliclona shimoebuensis (Hoshino, 1981)
- Haliclona similis (Topsent, 1897)
- Haliclona simplex (Czerniavsky, 1880)
- Haliclona simplicissima (Burton, 1933)
- Haliclona simulans (Johnston, 1842)
- Haliclona sinyeoensis Kang, Lee & Sim, 2013
- Haliclona siphonella (Thiele, 1905)
- Haliclona smithae de Weerdt, 2000
- Haliclona solowetzkaja (Hentschel, 1929)
- Haliclona sonorensis Cruz-Barraza & Carballo, 2006
- Haliclona sordida (Thiele, 1905)
- Haliclona sorongae (Brøndsted, 1934)
- Haliclona sortitio Hoshino, 1981
- Haliclona spiculotenuis (Topsent, 1891)
- Haliclona spinosella (Row, 1911)
- Haliclona spinosella (Thiele, 1905)
- Haliclona spitzbergensis (Hentschel, 1916)
- Haliclona spongiosa Topsent, 1904
- Haliclona spongiosissima (Topsent, 1908)
- Haliclona stelliderma Bergquist & Warne, 1980
- Haliclona stephensi Burton, 1932
- Haliclona steueri Burton, 1936
- Haliclona stilensis Burton, 1933
- Haliclona stirpescens (Topsent, 1925)
- Haliclona stoneae de Weerdt, 2000
- Haliclona streble de Laubenfels, 1954
- Haliclona striata Vacelet, Vasseur & Lévi, 1976
- Haliclona strongylata (Lindgren, 1897)
- Haliclona strongylata (Lévi & Lévi, 1983)
- Haliclona strongylophora Lehnert & van Soest, 1996
- Haliclona subglobosa (Ridley & Dendy, 1886)
- Haliclona submonilifera Uriz, 1988
- Haliclona subtilis Griessinger, 1971
- Haliclona surrufa Hoshino, 1981
- Haliclona swartschewskiji (Hentschel, 1929)
- Haliclona tabernacula (Row, 1911)
- Haliclona tachibanaensis Hoshino, 1981
- Haliclona teligera (Topsent, 1889)
- Haliclona tenacior Bergquist, 1961
- Haliclona tenella (Lendenfeld, 1887)
- Haliclona tenella (Topsent, 1916)
- Haliclona tenera (Topsent, 1927)
- Haliclona tenerrima Burton, 1954
- Haliclona tenuiderma (Lundbeck, 1902)
- Haliclona tenuiramosa (Burton, 1930)
- Haliclona tenuis Hoshino, 1981
- Haliclona tenuisigma (Sarà & Siribelli, 1960)
- Haliclona tenuispiculata Burton, 1934
- Haliclona texta Sarà, 1978
- Haliclona textapatina (de Laubenfels, 1930)
- Haliclona tonggumiensis Kang, Lee & Sim, 2013
- Haliclona topsenti (Thiele, 1905)
- Haliclona toxia (Topsent, 1897)
- Haliclona toxophora (Hentschel, 1912)
- Haliclona toxotes (Hentschel, 1912)
- Haliclona transitans (Czerniavsky, 1880)
- Haliclona translucida Desqueyroux-Faúndez, 1990
- Haliclona tremulus (Topsent, 1916)
- Haliclona tricurvatifera (Carter, 1876)
- Haliclona tromsoica (Hentschel, 1929)
- Haliclona tubifera (George & Wilson, 1919)
- Haliclona tubulifera (Swartschewsky, 1905)
- Haliclona tubuloramosa (Dendy, 1924)
- Haliclona tubulosa (Miklucho-Maclay, 1870)
- Haliclona tufoides (Dendy, 1922)
- Haliclona tulearensis Vacelet, Vasseur & Lévi, 1976
- Haliclona turquoisia (de Laubenfels, 1954)
- Haliclona twincayensis de Weerdt, Rützler & Smith, 1991
- Haliclona tylotoxa (Hentschel, 1914)
- Haliclona tyria Fromont, 1995
- Haliclona tyroeis (de Laubenfels, 1954)
- Haliclona uljinensis Kang & Sim, 2007
- Haliclona ulreungia Sim & Byeon, 1989
- Haliclona uncinata (Topsent, 1892)
- Haliclona urceolus (Rathke & Vahl, 1806)
- Haliclona urizae Samaai & Gibbons, 2005
- Haliclona utriculus (Topsent, 1904)
- Haliclona uwaensis Hoshino, 1981
- Haliclona valliculata (Griessinger, 1971)
- Haliclona vanderlandi de Weerdt & van Soest, 2001
- Haliclona vansoesti de Weerdt, de Kluijver & Gomez, 1999
- Haliclona varia (Bowerbank, 1875)
- Haliclona varia (Sarà, 1958)
- Haliclona varia Lundbeck, 1909
- Haliclona vasiformis (Wilson, 1925)
- Haliclona vega (Fristedt, 1887)
- Haliclona venata (Sarà, 1960)
- Haliclona venusta (Bowerbank, 1875)
- Haliclona venustina (Bergquist, 1961)
- Haliclona vermeuleni de Weerdt, 2000
- Haliclona verrucosa (Thiele, 1905)
- Haliclona viola (de Laubenfels, 1954)
- Haliclona viola Hoshino, 1981
- Haliclona violacea (Keller, 1883)
- Haliclona violacea (de Laubenfels, 1950)
- Haliclona violapurpura Hoshino, 1981
- Haliclona virens (Topsent, 1908)
- Haliclona virgata (Bowerbank, 1875)
- Haliclona viscosa (Topsent, 1888)
- Haliclona voeringi (Lundbeck, 1902)
- Haliclona walentinae Díaz, Thacker, Rützler & Piantoni, 2007
- Haliclona xena De Weerdt, 1986